# Akinobu Hiranaka
Akinobu Hiranaka (jap. 平仲 明信, Hiranaka Akinobu; * 14. November 1963 in Okinawa, Japan), eigentlich bzw. auch als früherer Ringname Nobuaki Hiranaka (平仲 信明 bzw. 平仲 伸章, Hiranaka Nobuaki), ist ein ehemaliger japanischer Boxer im Halbweltergewicht.
Sein Debüt als Profi entschied er am 24. März im Jahre 1985 für sich, als er Kazumi Yokoi in einem auf 8 Runden angesetzten Kampf durch klassischen K. o. in der 1. Runde bezwang.
Bereits in seinem 3. Fight wurde er mit einem K.-o.-Sieg Japanischer Meister.
Im April 1992 schlug er Edwin Rosario durch T.K.o in Runde 2 und sicherte sich dadurch den WBA-Weltmeistertitel.